# Danh sách tòa nhà cao nhất Hà Tĩnh

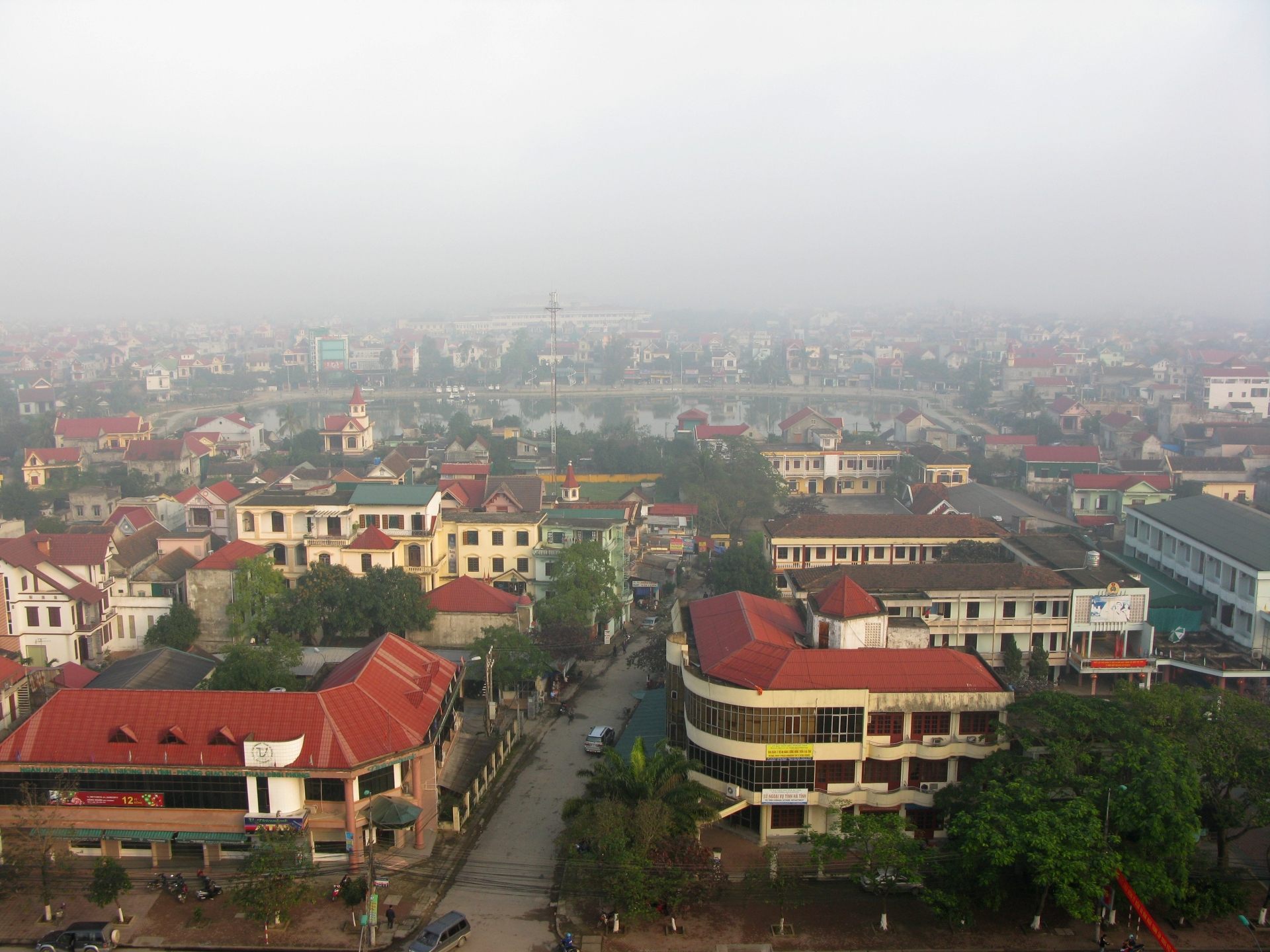
Thành phố Hà Tĩnh

Đây là Danh sách tòa nhà cao nhất tại tỉnh Hà Tĩnh được xếp hạng dựa trên chiều cao của tòa nhà (độ cao tính từ chân tòa nhà đến phần cấu trúc cao nhất của tòa nhà). Các tòa tháp chẳng hạn như các tháp phát sóng, đài tưởng niệm không được coi là một tòa nhà vì chúng không phải là công trình có thể ở được, các tòa tháp như thế sẽ không xuất hiện trong bảng xếp hạng này.
Tỉnh Hà Tĩnh hiện có 18 tòa nhà đã hoàn thành (bao gồm 1 tòa nhà trọc trời cao trên 100 mét vào 17 tòa nhà cao tầng). Tòa nhà cao nhất là Meliá Vinpearl Ha Tinh cao 158 mét (hạng 84 Việt Nam).
| Thành phố / Huyện | ≥45m | ≥100m | Tổng số tòa nhà |
| ----------------- | ---- | ----- | --------------- |
| Hà Tĩnh           | 8    | 1     | 9               |
| Kỳ Anh            | 3    | 0     | 3               |
| Hương Khê         | 2    | 0     | 2               |
| Thạch Hà          | 2    | 0     | 2               |
| Can Lộc           | 1    | 0     | 1               |
| Cẩm Xuyên         | 1    | 0     | 1               |
| Tổng cộng         | 17   | 1     | 18              |

## Tòa nhà đã hoàn thành
Dưới đây là danh sách tất cả các tòa nhà tại tỉnh Hà Tĩnh đã hoàn thành có chiều cao trên 45 m (148 ft) hoặc trên 12 tầng.
| Hạng | Tòa nhà                       | Hình ảnh | Thành phố / Huyện Phường / Xã | Chiều cao (m) | Số tầng | Hoàn thành |
| ---- | ----------------------------- | -------- | ----------------------------- | ------------- | ------- | ---------- |
| 1    | Meliá Vinpearl Ha Tinh        |          | Hà Tĩnh Phường Hà Huy Tập     | 158           | 36      | 2017       |
| 2    | Vinhomes New Center - C1      |          | Hà Tĩnh Phường Thạch Linh     | 92            | 25      | 2019       |
| 3    | Vinhomes New Center - C2      |          | Hà Tĩnh Phường Thạch Linh     | 92            | 25      | 2019       |
| 4    | Khách sạn Đại Bàng 2          |          | Hà Tĩnh Phường Nguyễn Du      | 68            | 18      | 2018       |
| 5    | Nhà thờ Chính tòa Văn Hạnh    |          | Hà Tĩnh Xã Thạch Trung        | 64            | --      | 2012       |
| 6    | Nhà thờ Giáo xứ Hòa Mỹ        |          | Huyện Can Lộc Xã Xuân Lộc     | 61            | --      | 2017       |
| 7    | Nhà thờ Giáo xứ Thịnh Lạc     |          | Huyện Hương Khê Xã Gia Phổ    | 59            | --      | 2016       |
| 8    | Khách sạn BMC                 |          | Hà Tĩnh Phường Nam Hà         | 57            | 15      | 2009       |
| 9    | Chung cư Winhouse             |          | Hà Tĩnh Phường Hà Huy Tập     | 57            | 15      | 2020       |
| 10   | Mường Thanh Grand Hà Tĩnh     |          | Thị xã Kỳ Anh Phường Kỳ Trinh | 57            | 15      | 2014       |
| 11   | Nhà thờ Giáo xứ Dũ Yên        |          | Thị xã Kỳ Anh Phường Kỳ Thịnh | 57            | --      | 2017       |
| 12   | Nhà thờ Giáo xứ Lộc Thủy      |          | Huyện Thạch Hà Xã Thạch Long  | 52            | --      | 2009       |
| 13   | Bệnh viện Đa Khoa TTH Hà Tĩnh |          | Hà Tĩnh Xã Thạch Trung        | 49            | 13      | 2021       |
| 14   | Nhà thờ Giáo xứ Kẻ Đông       |          | Huyện Thạch Hà Xã Nam Điền    | 47            | --      | 2012       |
| 15   | Nhà thờ Giáo xứ Tĩnh Giang    |          | Hà Tĩnh Phường Tân Giang      | 46            | --      | 1932       |
| 16   | Nhà thờ Giáo xứ Vạn Thành     |          | Huyện Cẩm Xuyên Xã Cẩm Thạch  | 46            | --      | 2012       |
| 17   | Nhà thờ Giáo xứ Đông Yên      |          | Thị xã Kỳ Anh Xã Kỳ Lợi       | 45            | --      | 2018       |
| 18   | Nhà thờ Giáo xứ Thổ Hoàng     |          | Huyện Hương Khê Xã Điền Mỹ    | 45            | --      | 2015       |

## Đang xây dựng
- Vinhomes New Center - C3 (Hà Tĩnh) - 133 mét, 35 tầng - Dự kiến hoàn thành năm 2023

## Mốc thời gian của tòa nhà cao nhất
| Số năm cao nhất | Tòa nhà                    | Hình ảnh | Chiều cao (m) | Vị trí                    |
| --------------- | -------------------------- | -------- | ------------- | ------------------------- |
| 2017 - Hiện tại | Meliá Vinpearl Ha Tinh     |          | 158           | Hà Tĩnh Phường Hà Huy Tập |
| 2012 - 2017     | Nhà thờ Chính tòa Văn Hạnh |          | 68            | Hà Tĩnh Xã Thạch Trung    |
| 2009 - 2012     | Khách sạn BMC              |          | 57            | Hà Tĩnh Phường Nam Hà     |
| 1932 - 2009     | Nhà thờ Giáo xứ Tĩnh Giang |          | 46            | Hà Tĩnh Phường Tân Giang  |